# Спаськ-Рязанський
Спаськ-Рязанський (рос. Спасск-Рязанский) — місто, адміністративний центр Спаського району, Рязанська область, Росія.
Розташоване на лівому березі річки Оки, за 55 км на південний схід від Рязані, навпроти історико-археологічного заповідника Стара Рязань. Заснований на місці села Спаське, яке існувало з XV століття; до 1929 року мало назву Спаськ.

## Історія
Село засноване в XV столітті як вотчина Спаського Зарецького монастиря. У 1651 році монастир приписано до Звенигородського Саввін-Сторожевського монастиря, потім у 1764 році в ході секуляризаційної реформи скасований і перетворений на парафіяльну церкву. Тоді ж Спаське перестало бути монастирським вотчинним селом і увійшло до складу Рязанського повіту Московської губернії.
У 1778 році указом імператриці Катерини II була утворена Рязанська губернія, і Спаськ отримав статус повітового міста в її складі.
1929 року до назви «Спаськ» було додано уточнення «Рязанський», щоб відрізняти його від Спаська-Дальнього та інших подібних населених пунктів.